# Rupicapnos ochracea
Rupicapnos ochracea är en vallmoväxtart som beskrevs av Auguste Nicolas Pomel. Rupicapnos ochracea ingår i släktet Rupicapnos och familjen vallmoväxter. Inga underarter finns listade i Catalogue of Life.